# 移行上皮癌
移行上皮癌（いこうじょうひがん、英: transitional cell carcinoma）は、移行上皮組織に由来する癌腫で、上皮性の悪性腫瘍である。膀胱や尿管などの尿路系の癌が多いことから尿路上皮癌（にょうろじょうひがん、英: urothelial carcinoma）とも呼ばれる。

## 臓器
- 口腔
- 膀胱
- 腎盂
- 尿管

## 分類
- 口腔癌
- 膀胱癌
- 腎盂腫瘍
- 腎細胞癌